# Shelley Berkley
Rochelle Berkley dite Shelley Berkley, né Levine le 20 janvier 1951 à New York, est une femme politique américaine, membre du Parti démocrate. Elle est représentante pour le Nevada de 1999 à 2013 et maire de Las Vegas depuis 2024.

## Biographie
Le 5 novembre 2024, elle est élue maire de Las Vegas en obtenant 52,21 % des voix face à la candidate républicaine Victoria Seaman.